# Pycnanthemum clinopodioides
Pycnanthemum clinopodioides là một loài thực vật có hoa trong họ Hoa môi. Loài này được Torr. & A.Gray miêu tả khoa học đầu tiên năm 1842.